# Prima Lega (Kuwait)
La Prima Lega (in arabo الدوري الكويتي الممتاز‎?, "prima lega calcistica del Kuwait") è la massima serie calcistica del campionato kuwaitiano di calcio. Istituita nel 1962, comprende 10 squadre.

## Squadre edizione 2024-25
| Club        | Città             | Stagione precedente |
| ----------- | ----------------- | ------------------- |
| Al-Arabi    | Madinat al-Kuwait | 2° in Prima Lega    |
| Al-Naser    | Ardiya            | 6° in Prima Lega    |
| Al-Qadisiya | Al Kuwait         | 3° in Prima Lega    |
| Al-Salmiya  | Salmiya           | 4° in Prima Lega    |
| Al-Tadamon  | Ardiya            | Prima Divisione     |
| Al-Yarmouk  | Al Kuwait         | Prima Divisione     |
| Fahaheel    | Fahaheel          | 5° in Prima Lega    |
| Kazma       | Al Kuwait         | 7° in Prima Lega    |
| Khitan      | Khaitan           | 8° in Prima Lega    |
| Kuwait SC   | Madinat al-Kuwait | Campione del Kuwait |

## Albo d'oro
- 1962:  Al-Arabi
- 1963:  Al-Arabi
- 1964:  Al-Arabi
- 1965:  Kuwait SC
- 1966:  Al-Arabi
- 1967:  Al-Arabi
- 1968:  Kuwait SC
- 1969:  Al-Qadisiya
- 1970:  Al-Arabi
- 1971:  Al-Qadisiya
- 1972:  Kuwait SC
- 1973:  Al-Qadisiya
- 1974:  Kuwait SC
- 1975:  Al-Qadisiya
- 1976:  Al-Qadisiya
- 1977:  Kuwait SC
- 1978:  Al-Qadisiya
- 1979:  Kuwait SC
- 1980:  Al-Arabi
- 1981:  Al-Salmiya
- 1982:  Al-Arabi
- 1983:  Al-Arabi
- 1984:  Al-Arabi
- 1985:  Al-Arabi
- 1986:  Kazma
- 1987:  Kazma
- 1988:  Al-Arabi
- 1989:  Al-Arabi
- 1990:  Al-Jahra
- 1991: Non disputato
- 1992:  Al-Qadisiya
- 1993:  Al-Arabi
- 1994:  Kazma
- 1995:  Al-Salmiya
- 1996:  Kazma
- 1997:  Al-Arabi
- 1998:  Al-Salmiya
- 1999:  Al-Qadisiya
- 2000:  Al-Salmiya
- 2001:  Kuwait SC
- 2002:  Al-Arabi
- 2003:  Al-Qadisiya
- 2004:  Al-Qadisiya
- 2005:  Al-Qadisiya
- 2006:  Kuwait SC
- 2007:  Kuwait SC
- 2008:  Kuwait SC
- 2009:  Al-Qadisiya
- 2010:  Al-Qadisiya
- 2011:  Al-Qadisiya
- 2012:  Al-Qadisiya
- 2013:  Kuwait SC
- 2014:  Al-Qadisiya
- 2015:  Kuwait SC
- 2016:  Al-Qadisiya
- 2017:  Kuwait SC
- 2018:  Kuwait SC
- 2019:  Kuwait SC
- 2020:  Kuwait SC
- 2021:  Al-Arabi
- 2021-22:  Kuwait SC
- 2022-23:  Kuwait SC
- 2023-24:  Kuwait SC
- 2024-25:  Kuwait SC

## Classifica scudetti
| Club        | Vittorie | Anni |
| ----------- | -------- | --- |
| Kuwait SC   | 20       | 1965, 1968, 1972, 1974, 1977, 1979, 2001, 2006, 2007, 2008, 2013, 2015, 2017, 2018, 2019, 2020, 2022, 2023, 2024, 2025 |
| Al-Arabi    | 17       | 1962, 1963, 1964, 1966, 1967, 1970, 1980, 1982, 1983, 1984, 1985, 1988, 1989, 1993, 1997, 2002, 2021                   |
| Al-Qadisiya | 17       | 1969, 1971, 1973, 1975, 1976, 1978, 1992, 1999, 2003, 2004, 2005, 2009, 2010, 2011, 2012, 2014, 2016                   |
| Al-Salmiya  | 4        | 1981, 1995, 1998, 2000                                                                                                 |
| Kazma       | 4        | 1986, 1987, 1994, 1996                                                                                                 |
| Al-Jahra    | 1        | 1990 |